# Damdin Süchbátar
Damdin Süchbátar (mongolsky Дамдины Сүхбаатар, 2. února 1893 Urga – 20. února 1923 tamtéž), přezdívaný též „mongolský Lenin“, byl vůdce Mongolské národní revoluce v roce 1921, která svrhla Bogdchánskou monarchii. Patřil k zakladatelům Mongolské národní revoluční strany. Byl ministrem války v revoluční vládě Mongolské lidové republiky a vrchním velitelem mongolských revolučních vojsk. Nebyl dogmatický komunista, ale spíše socialista a mongolský vlastenec, což příliš nevyhovovalo sovětským zájmům. V listopadu 1921 byl přijat Leninem v Moskvě. O dva roky později zemřel ve věku třiceti let, podle oficiální verze na zápal plic, pravděpodobně však byl otráven. Jeho vdova Süchbátaryn Janžmaa vykonávala začátkem padesátých let přechodně funkci předsedy Velkého lidového churalu.

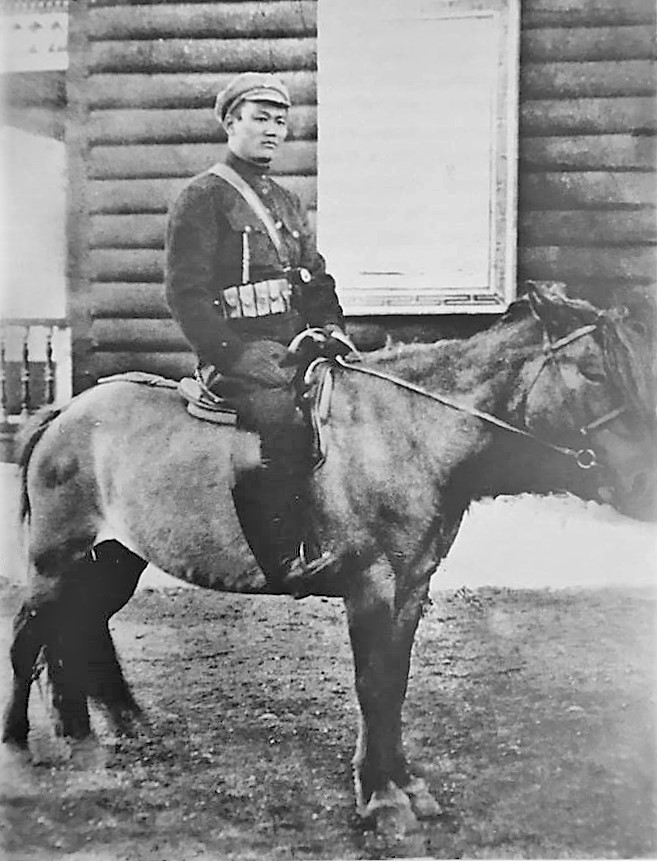
Fotografie Damdina Süchbátara na koni